# イッポーリタ・マリーア・スフォルツァ
イッポーリタ・マリーア・スフォルツァ （Ippolita Maria Sforza, 1446年4月18日 - 1484年8月20日）は、ナポリ王アルフォンソ2世の妻。夫の即位以前に死去している。
フランチェスコ・スフォルツァとビアンカ・マリーア・ヴィスコンティの長女として、ミラノで生まれた。
1465年にアルフォンソと結婚し、3子をもうけた。
- フェルディナンド2世（1469年 - 1495年） - ナポリ王
- イザベッラ（1470年 - 1524年） - ジャン・ガレアッツォ・スフォルツァの妻
- ピエロ（1472年生） - ロッサノ公